# Grzybówka bukowa
Grzybówka bukowa (Mycena fagetorum (Fr.) Gillet) – gatunek grzybów z rodziny grzybówkowatych (Mycenaceae).

## Systematyka i nazewnictwo
Pozycja w klasyfikacji według Index Fungorum: Mycena, Mycenaceae, Agaricales, Agaricomycetidae, Agaricomycetes, Agaricomycotina, Basidiomycota, Fungi.
Takson ten opisał w Franz Xaver Rudolf von Höhnel 1838 r. nadając mu nazwę Agaricus excisus subsp. fagetorum. Obecną, uznaną przez Index Fungorum nazwę nadał mu w 1876 r. Claude-Casimir Gillet.
Maria Lisiewska nadała mu w 1987 r. nazwę polską grzybówka buczynowa. Władysław Wojewoda w 2003 r. zaproponował nazwę grzybówka bukowa.

## Morfologia
Kapelusz
Średnica 10–30 mm, początkowo szeroko dzwonkowaty, potem mniej lub bardziej wypukły, przeważnie z niskim garbkiem, lekko spłaszczony lub lekko wklęsły, płytko bruzdowany, półprzezroczyście prążkowany. Powierzchnia naga, lekko klejąca w stanie wilgotnym, w bardzo młodych stadiach szarobrązowa z białą obwódką, przechodząca w bladoszarobrązową, ciemniejsza w środku. Czasem z wiekiem poplamiony czerwono-brązowymi plamami.
Blaszki
W liczbie 23–29 dochodzących do trzonu, wąsko przyrośnięte, zbiegających lub zbiegające ząbkiem, o barwie od bladoszarej do brązowawej.
Trzon
Wysokość 30–70 mm, grubość 1–2 mm, walcowaty, pusty w środku, prosty lub nieco wygięty, chrząstkowy, kruchy. Powierzchnia oprószona, błyszcząca, szarobrązowa do ciemnobrązowej, nieco jaśniejsza na szczycie. Podstawa przyczepiona do liści buka mocną włókienkowatą grzybnią.
Miąższ
Zapach niewyraźny lub mączny, po pewnym czasie przypominający rzodkiewkę.
Cechy mikroskopowe
Podstawki 22–28 × 5,5–7 µm, maczugowate, 4-zarodnikowe, ze sterygmami o długości 4–5,5 µm. Zarodniki 8–10,9 × 3,5–4,9 µm, wąsko pipetowate do prawie cylindrycznych, gładkie, amyloidalne. Cheilocystydy 13,5–40 × 4,5–10 µm, maczugowate lub nieregularne, pokryte rzadkimi i nierównomiernie rozrzuconymi, raczej grubymi, prostymi lub słabo rozgałęzionymi, czasami wygiętymi naroślami. Pleurocystyd brak. Strzępki w skórce trzonu o szerokości 2–3 µm, gładkie lub nieco chropowate, pokryte prostymi lub bardzo rozgałęzionymi naroślami mającymi tendencję do tworzenia gęstych mas. Sprzążek występują w strzępkach wszystkich części grzyba.

## Występowanie i siedlisko
Mycena fagetorum znana jest w Ameryce Północnej i Europie. Władysław Wojewoda w zestawieniu grzybów wielkoowocnikowych Polski w 2003 r. przytacza 6 stanowisk z uwagą, że rozprzestrzenienie i stopień zagrożenia nie są znane. 
Grzyb saprotroficzny. Występuje w lasach liściastych, na opadłych liściach buka mocno do nich przyczepiony gęstą grzybnią. Typowy dla wrzosowisk. Czasami owocnikuje w setkach tworząc na ziemi dywany. Owocniki pojawiają się jesienią.

## Gatunki podobne
Podłoże – opadłe liście buka – jest charakterystyczne dla tego gatunku, ale na liściach tych występują także inne gatunki grzybówek (na przykład (np. grzybówka mleczajowa Mycena galopus). Jednak na odróżnienie tego gatunku od innych podobnych wystarczy zestaw cech:  siedlisko, chrząstkowy trzon, który zwykle jest wyraźnie zakrzywiony w dolnej części, cheilocystydy z palcowatymi naroślami, wąskie zarodniki i (głównie) mączny zapach. Czasami razem z grzybówką bukową występuje grzybówka żółtawa (Mycena flavescens, ale można ją rozpoznać po słabej żółtawej blaszkowatej krawędzi, po posiadaniu bardziej kruchych owocników i cystyda ch pokrytych brodawkami i krótkimi naroślami.